# Toulon-sur-Arroux
Pour les articles homonymes, voir Toulon (homonymie).
Toulon-sur-Arroux est une commune française située dans le département de Saône-et-Loire, en région Bourgogne-Franche-Comté.

## Géographie

### Géologie
La commune possède des indices du bassin houiller de Blanzy daté du Stéphanien (daté entre -307 et -299 millions d'années).

### Climat
Pour des articles plus généraux, voir Climat de la Bourgogne-Franche-Comté et Climat de Saône-et-Loire.
En 2010, le climat de la commune correspond à un climat océanique dégradé des plaines du Centre et du Nord, selon une étude du Centre national de la recherche scientifique s'appuyant sur une série de données couvrant la période 1971-2000. En 2020, Météo-France publie une typologie des climats de la France métropolitaine dans laquelle la commune est exposée à un climat océanique altéré et est dans la région climatique Centre et contreforts nord du Massif Central, caractérisée par un air sec en été et un bon ensoleillement.
Pour la période 1971-2000, la température annuelle moyenne est de 10,7 °C, avec une amplitude thermique annuelle de 16,8 °C. Le cumul annuel moyen de précipitations est de 843 mm, avec 12,4 jours de précipitations en janvier et 7,5 jours en juillet. Pour la période 1991-2020, la température moyenne annuelle observée sur la station météorologique de Météo-France la plus proche, « Cressy », sur la commune de Cressy-sur-Somme à 21 km à vol d'oiseau, est de 12,0 °C et le cumul annuel moyen de précipitations est de 915,9 mm. 
La température maximale relevée sur cette station est de 41,1 °C, atteinte le 24 juillet 2019 ; la température minimale est de −22 °C, atteinte le 16 janvier 1985,,.
Les paramètres climatiques de la commune ont été estimés pour le milieu du siècle (2041-2070) selon différents scénarios d'émission de gaz à effet de serre à partir des nouvelles projections climatiques de référence DRIAS-2020. Ils sont consultables sur un site dédié publié par Météo-France en novembre 2022.

## Urbanisme

### Typologie
Au 1er janvier 2024, Toulon-sur-Arroux est classée comme une commune rurale à habitat dispersé, selon la nouvelle grille communale de densité à sept niveaux définie par l'Insee en 2022.
Elle est située hors unité urbaine et hors attraction des villes,.

### Occupation des sols
L'occupation des sols de la commune, telle qu'elle ressort de la base de données européenne d’occupation biophysique des sols Corine Land Cover (CLC), est marquée par l'importance des territoires agricoles (71,8 % en 2018), une proportion sensiblement équivalente à celle de 1990 (72,1 %). La répartition détaillée en 2018 est la suivante : prairies (60,3 %), forêts (20 %), zones agricoles hétérogènes (11,5 %), zones urbanisées (4,1 %), eaux continentales (3,2 %), milieux à végétation arbustive et/ou herbacée (0,9 %). L'évolution de l’occupation des sols de la commune et de ses infrastructures peut être observée sur les différentes représentations cartographiques du territoire : la carte de Cassini (XVIIIe siècle), la carte d'état-major (1820-1866) et les cartes ou photos aériennes de l'IGN pour la période actuelle (1950 à aujourd'hui).

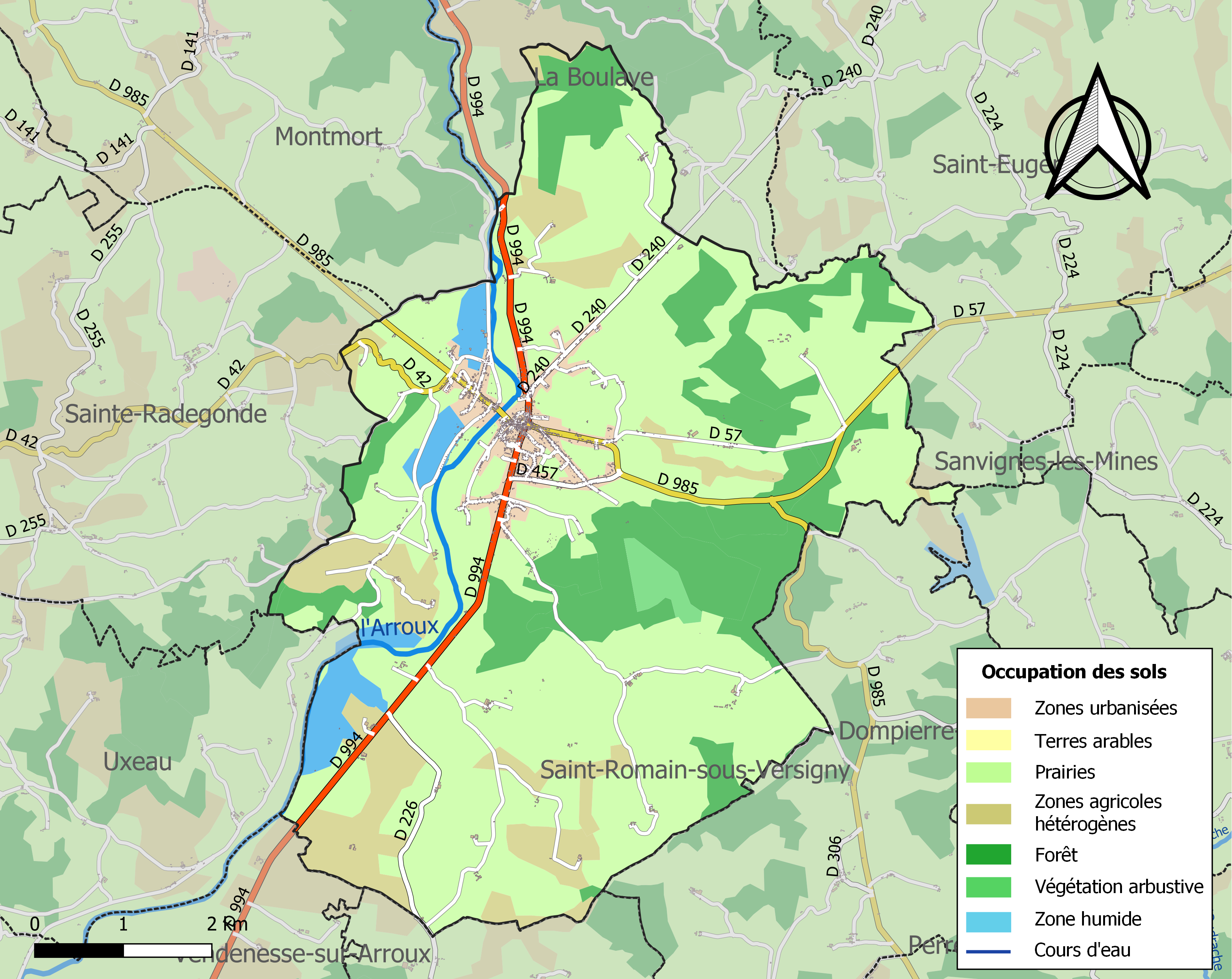
Carte des infrastructures et de l'occupation des sols de la commune en 2018 (CLC).

## Histoire
En 58 avant notre ère, passage présumé et campement des troupes romaines avant la bataille de Bibracte, qui se serait déroulée dans le secteur de Montmort. La place appelée « place du Camp-Romain » (rive droite de l'Arroux) attesterait de ce fait historique, à l'origine de la guerre des Gaules (de 58 à 51 av J.-C.).
En 1686, la paroisse reçoit les religieuses bénédictines de Saint-Eugène, dont l'abbaye fut fermée. Elles s'installent dans de nouveaux bâtiments qui constitueront le prieuré « Notre-Dame-de-Chanchanoux ». Parmi les possessions du prieuré, des terres ayant appartenu à l'abbaye de Saint-Martin d'Autun, dont la terre de Champ-Chanoux ou Champchanoux, à Saint-Pierre-l'Étrier, dont la chapelle est aliénée en 1676. Cette maison sera fermée par ordre royal en 1777, et les bâtiments transformés en hôpital. La dame de Granchamp, religieuse de ce prieuré y décède le 3 mars 1771, âgée de 107 ans, elle avait 87 ans de profession religieuse.
29 octobre 1728 : alors qu’il rentre chez lui à Toulon-sur-Arroux, Jean Boiveau, écuyer, seigneur de Volesvres, est assassiné à la sortie du hameau de Villers. Son épouse, Magdelaine, dame de Volsvres, sera accusée du crime (perpétré par tueur à gages) et sera condamnée, un an plus tard, à la question puis à la décapitation.
En 1789, le maire Jean Philippe Saclier et le conseil municipal demandent dans l'article 10 du cahier de doléances l'abolition de l'esclavage, ce qui fait de ce cahier de doléances l'un des rares à contenir cette demande. Celle-ci est ainsi rédigée : que sous l'empire français, il ne reste aucun vestige d'esclavage ! que la mesure de la fortune publique ne se calcule plus sur le nombre des malheureux ! enfin que l'esclavage soit aboli dans les colonies, que la nation renonce pour toujours à la traite des nègres.... Cette exigence donne au cahier de doléance de la commune le même intérêt que celui, plus connu, de Champagney.

## Politique et administration

### Liste des maires
| Période                                  | Période   | Identité                           | Étiquette | Qualité                                             |
| ---------------------------------------- | --------- | ---------------------------------- | --------- | --------------------------------------------------- |
| 1815                                     | 1834      | Anne François Archambeau Commerson |           | Conseiller maitre à la chambre des comptes de Dijon |
| 1900                                     | 1910      | Emile Cochet                       |           |                                                     |
| 1910                                     | 1912      | Louis-Robert Conquis               |           |                                                     |
| 1912                                     | 1919      | Lucien Luquet                      |           |                                                     |
| 1919                                     | 1935      | Jules Despierres                   |           |                                                     |
| 1935                                     | 1942      | Henri Chèze                        |           |                                                     |
| 1942                                     | 1942      | Laurent Giroux                     |           |                                                     |
| 1942                                     | 1944      | André Belleville                   |           |                                                     |
| 1944                                     | 1945      | Jules Despierres                   |           |                                                     |
| 1945                                     | 1953      | Jean Loriau                        |           |                                                     |
| 1953                                     | 1964      | Jean Bernigaud                     |           |                                                     |
| 1964                                     | mars 1971 | Jean Loriau                        |           | Maire honoraire                                     |
| mars 1971                                | 1985      | Pierre Suchot                      |           |                                                     |
| 1985                                     | juin 1995 | Louis Frizot                       |           |                                                     |
| juin 1995                                | mars 2008 | Paul Dumont                        | PS        | Maire Honoraire                                     |
| mars 2008                                | mai 2013  | Bernard Guillot                    | PS        |                                                     |
| 6 mai 2013                               | en cours  | Bernard Labrosse                   | PS        |                                                     |
| Les données manquantes sont à compléter. |           |                                    |           |                                                     |

## Démographie
L'évolution du nombre d'habitants est connue à travers les recensements de la population effectués dans la commune depuis 1793. Pour les communes de moins de 10 000 habitants, une enquête de recensement portant sur toute la population est réalisée tous les cinq ans, les populations de référence des années intermédiaires étant quant à elles estimées par interpolation ou extrapolation. Pour la commune, le premier recensement exhaustif entrant dans le cadre du nouveau dispositif a été réalisé en 2005.

En 2022, la commune comptait 1 447 habitants, en évolution de −8,65 % par rapport à 2016 (Saône-et-Loire : −1,06 %, France hors Mayotte : +2,11 %).
| 1793  | 1800  | 1806  | 1821  | 1831  | 1836  | 1841  | 1846  | 1851  |
| ----- | ----- | ----- | ----- | ----- | ----- | ----- | ----- | ----- |
| 1 528 | 1 565 | 1 571 | 2 151 | 2 134 | 2 307 | 2 337 | 2 288 | 2 183 |

| 1856  | 1861  | 1866  | 1872  | 1876  | 1881  | 1886  | 1891  | 1896  |
| ----- | ----- | ----- | ----- | ----- | ----- | ----- | ----- | ----- |
| 2 012 | 1 890 | 1 856 | 1 832 | 1 958 | 2 054 | 2 113 | 2 037 | 2 005 |

| 1901  | 1906  | 1911  | 1921  | 1926  | 1931  | 1936  | 1946  | 1954  |
| ----- | ----- | ----- | ----- | ----- | ----- | ----- | ----- | ----- |
| 2 082 | 2 060 | 2 021 | 1 804 | 1 757 | 1 765 | 1 839 | 1 843 | 1 828 |

| 1962  | 1968  | 1975  | 1982  | 1990  | 1999  | 2005  | 2006  | 2010  |
| ----- | ----- | ----- | ----- | ----- | ----- | ----- | ----- | ----- |
| 1 925 | 1 953 | 2 057 | 2 028 | 1 867 | 1 630 | 1 601 | 1 604 | 1 618 |

| 2015  | 2020  | 2022  | - | - | - | - | - | - |
| ----- | ----- | ----- | - | - | - | - | - | - |
| 1 587 | 1 472 | 1 447 | - | - | - | - | - | - |

## Culte
Toulon-sur-Arroux est le siège de la paroisse du Bon-Pasteur, qui regroupe neuf villages (Toulon-sur-Arroux, Cuzy, Grury, Issy-l'Évêque, La Boulaye, Marly-sous-Issy, Montmort, Saint-Eugène et Sainte-Radegonde).

## Culture locale et patrimoine

### Lieux et monuments
Toulon-sur-Arroux est un village dans lequel on peut remarquer quelques maisons anciennes, une maison de bois avec galerie, quelques restes de l'ancien château féodal (XIIIe siècle), un pigeonnier du XVIIe siècle restauré au XIXe siècle…
- Deux églises :
  - l'une du XIXe siècle, construite dans le style néo-gothique ;
  - l'autre ancienne, l'église romane Saint-Jean-Baptiste, désaffectée à compter de 1878 (à la suite de la construction d'un nouveau sanctuaire)[26], classée au titre des Monuments historiques en 1971, datée des XIe et XIIe siècles[27].

Lieu de passage incontournable, le vieux pont de treize arches, dit « pont du Diable » (daté 1140, élargi au XIXe siècle) traverse l'Arroux, petite rivière qui s'écoule dans une vallée verdoyante.
- Deux légendes sont liées au pont sur l'Arroux :
  - le pont du Diable serait nommé ainsi car le maçon qui devait le terminer, pactisa avec le Malin pour qu'il l'aide à terminer son ouvrage dans les délais ;
  - on dit aussi que ce pont fut construit pour éviter à la fille du duc de Bourgogne de traverser l'Arroux en soulevant ses jupes, ce qui l'obligeait à révéler son pied-bot.

Les environs abritent quelques jolies surprises (étangs, châteaux, cascade, rochers, sentier botanique, ruines du bourg). Il suffit de partir à l'aventure sur les nombreux chemins de randonnée balisés au départ de Toulon.
Cette ville accueille aussi le « Divertiparc », premier parc de labyrinthes en Bourgogne. En plus de plusieurs labyrinthes végétaux, une ferme ouverte présente une vingtaine de races de vaches (spécimens vivants).

### Personnalités liées à la commune
- Nicolas de Tholon (XIVe siècle), chancelier de Bourgogne et évêque d'Autun.
- Antoine Marie Bard (1759-1837), général des armées de la République, né à Montmort, décédé dans la commune.
- Philibert Commerson, médecin et botaniste, se fixa en 1760 à Toulon-sur-Arroux par son mariage avec Mlle Anne-Vivante Beau[28].
- Jeanne Baret l'accompagna déguisée en homme, elle est ainsi la première femme à avoir fait le tour du monde[29].
- Philippe Pernette (1819-1878), homme politique né à Toulon-sur-Arroux, sénateur de Saône-et-Loire de 1876 à 1878.
- Jean Laville, homme politique français, est né à Toulon-sur-Arroux en 1880.
- Marie-Gabriel Fugère, militant socialiste et résistant, est né à Toulon-sur-Arroux en 1900.
- Henriette Dussourd (1921-1988), historienne, née à Toulon-sur-Arroux.
- André Pourny (1928-2018), né à Toulon-sur-Arroux, sénateur.
- Jacques Bufnoir, né à Toulon-sur-Arroux, Chef décorateur de cinéma.

### Héraldique
Blasonnement : De gueules à trois quintefeuilles d'or.
Ce blason était celui de la maison de Vergy.

## Pour approfondir